# Stefanie Marsh
Pour les articles homonymes, voir Marsh.
Stefanie Marsh est une auteure et journaliste britannique collaboratrice du journal The Times. Elle a été correspondante en Palestine pour The Times. Elle a été l'une de premières reporters de langue anglaise à couvrir l'Affaire Fritzl en 2008.
En 2006 elle est nommée au prix British Press Awards pour son reportage sur le Mont Everest.
Le 16 juin 2008, le journal The Times publie une grande interview sur Natasha Kampusch par Bojan Pancevski et Stefanie Marsh.

## Publications
- (en) Stefanie Marsh et Bojan Pancevski, Affaire Fritzl, Harper Element, 2009, 296 p. (ISBN 978-0-00-730055-6 et 0-00-730055-7)
- (en) Stefanie Marsh, « A Window to the soul of John Keats », The Times,‎ 2 novembre 2009 (lire en ligne, consulté le 18 octobre 2018).